# Radiant Silvergun Soundtrack +
Radiant Silvergun Soundtrack + (レイディアント シルバーガン SOUNDTRACK+?) è la colonna sonora composta e arrangiata da Hitoshi Sakimoto per il videogioco Radiant Silvergun (レイディアント シルバーガン?, Reidianto Shirubāgan), sviluppato da Treasure e ideato da Hiroshi Iuchi nel 1998. Le prime sedici tracce sono musica ri-arrangiata dalla versione Saturn del gioco, mentre le ultime dieci corrispondono ai brani originali.

## Accoglienza
La colonna sonora venne accolta in modo positivo dai critici. Il sito Squareheaven lodò il lavoro del compositore e il mix di musica morbida, armoniosa ed energica, che offre un equilibrio che mantiene il giocatore in sospeso e la tensione permanente; tali «melodie contemplative» e il loro lato oscuro furono giudicate simili ai temi della serie Ogre Battle, dello stesso Sakimoto. In Chuda's Corner invece si scrisse che "qualsiasi appassionato di musica per videogiochi in generale non dovrebbe perdersi questo album", sottolineando che il tema centrale si ritrova in più brani, dando consistenza all'opera.

## Ristampa
Una ristampa della colonna sonora uscì il 24 marzo 2004 in Giappone per Absord Music Japan. Il 23 luglio era stato distribuito un album promozionale, Radiant Silvergun Soundtrack -, con sette versioni non usate di tracce provenienti dalla versione del titolo per Saturn.

## Tracce

### Radiant Silvergun Soundtrack +
1. Quickening (胎動?) – 0:40
2. Ruin (破滅?) – 1:30
3. Return (帰還?) – 3:09
4. Debris (瓦礫?) – 3:12
5. Reminiscence (回想録?) – 2:57
6. Ruin (破滅?) – 2:51
7. Evasion (回避?) – 3:16
8. Penta (第5部隊?) – 3:29
9. Space Battle Ship 130 33KI (SBS 130 33KI?) – 3:19
10. Victim (犠牲者?) – 2:13
11. Origin (起源?) – 3:49
12. The Stone-Like (石の様な物体?) – 2:29
13. Karma (業?) – 1:07
14. Feel Visible Matter (目に見えるものを感じよ?) – 0:29
15. Feel Invisible Matter (目に見えぬものを感じよ?) – 2:44
16. There is Life Everywhere (いたるところに命は存在する?) – 1:53
17. Return (帰還?) – 3:05
18. Debris (瓦礫?) – 3:11
19. Reminiscence (回想録?) – 3:02
20. Ruin (破滅?) – 2:40
21. Evasion (回避?) – 3:11
22. Penta (第5部隊?) – 3:23
23. Space Battle Ship 130 33KI (SBS 130 33KI?) – 3:15
24. Origin (起源?) – 3:54
25. The Stone-Like (石の様な物体?) – 2:28
26. There is Life Everywhere (いたるところに命は存在する?) – 2:36

Durata totale: 69:52

### Radiant Silvergun Soundtrack -
1. Title Back (Out Take) – 0:56
2. Return (Early Take) – 4:26
3. ? (Out Take) – 0:32
4. For Stage-? (Out Take) – 2:12
5. Origin (Out Take) – 3:42
6. Ending Movie/Take 1 (Out Take) – 0:28
7. Ending Movie/Take 3 (Out Take) – 0:25

Durata totale: 12:41